# Transportes del Nazas
Transportes del Nazas, es una línea de autobuses de la Zona Metropolitana de Torreón, son mejor conocidos como los rojos, sus rutas son: Directo, Gómez Lerdo, Torreón-Gómez-Chapala y Torreón-Gómez-Cumbres, sus rutas son permanentes, sin embargo algunas unidades cambian de ruta de vez en cuando por ejemplo: de Directo a Cumbres y viceversa, en algunos casos intercambian unidades.

## Municipios donde se presta el servicio
Torreón, Gómez Palacio y Ciudad Lerdo.

## Rutas

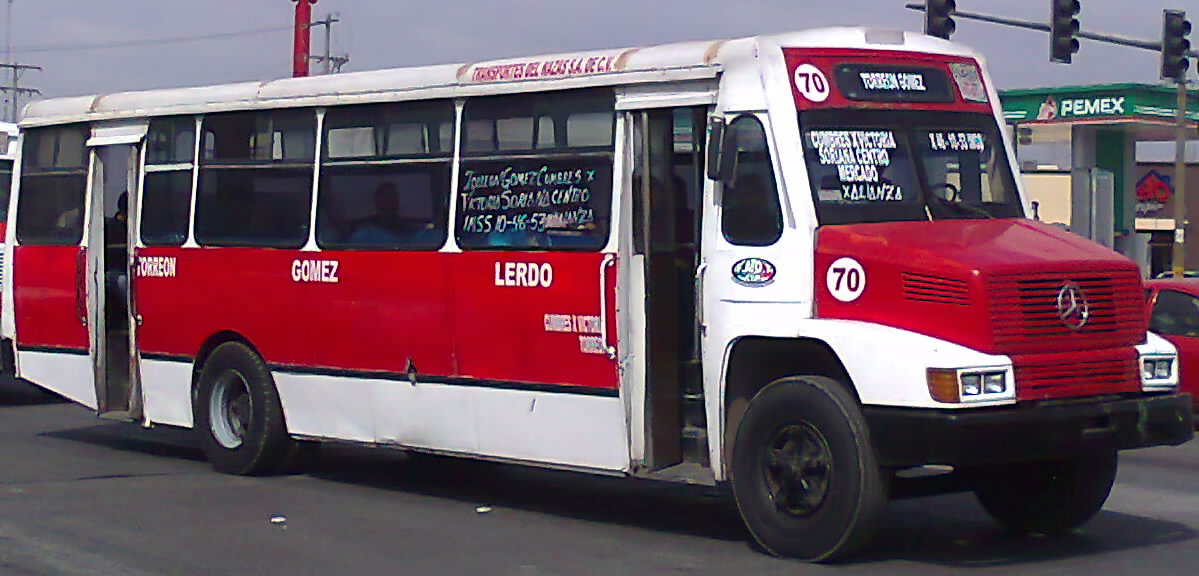
Unidad Cumbres.

| Rutas                 |               |                   | |
| Ruta                  | Origen        | Destino principal | Destinos secundarios |
| Directo               | Torreón       | Ciudad Lerdo      | IMSS 10, ISSSTE, Sam's Club Villa Jardín, Soriana Las Rosas y Centro de Torreón, Ley Miguel Alemán, Mercado Alianza.                               |
| Gómez-Lerdo           | Gómez Palacio | Ciudad Lerdo      | Zona Industrial, IMSS 10 y 46, ISSSTE, Chilchota Alimentos, Chapala, TELMEX Gómez Palacio, Mercado de Abastos de Gómez Palacio, Central Camionera. |
| Torreón-Gómez-Cumbres | Torreón       | Colonia Cumbres   | Soriana Gómez Palacio, Mercado de Gómez Palacio, IMSS 10 y 46, Sam's Club Villa Jardín, Presidencia Municipal, Mercado Alianza.                    |
| Torreón-Gómez-Chapala | Torreón       | Colonia Chapala   | Mercado Alianza, El Antiguo Gigante en Gómez Palacio, Colonia El Dorado.                                                                           |

## Controversias

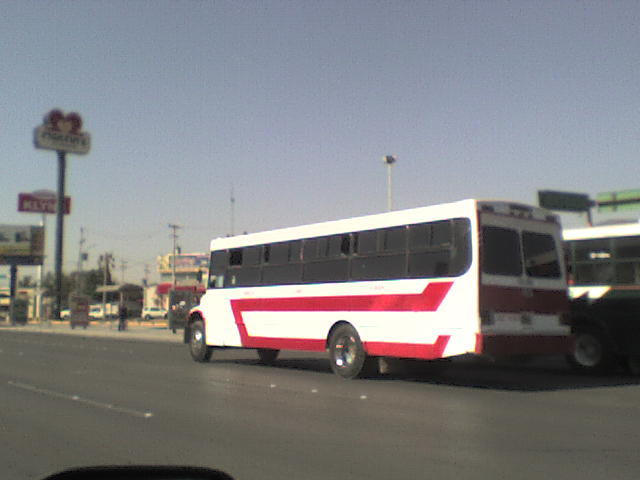
Una de las unidades más antiguas de la línea, noviembre de 2010.

En marzo de 2007 fueron denunciados por hostigamiento por parte de la Dirección Municipal de Transporte de Torreón, debido a las sendas sanciones y retiro de sus unidades, a pesar de ser regulados por la SCT, El Siglo de Durango, 27 de marzo de 2007.

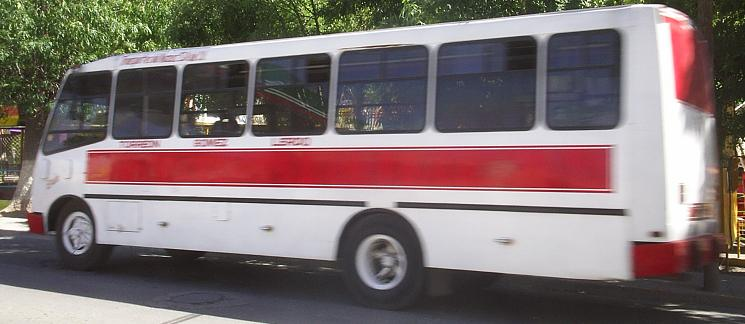
Una unidad ahora retirada, marzo de 2005.

En noviembre de 2008 la línea fue acusada de no acatar el orden de no circular por el periférico de Gómez Palacio, pues los transportistas afectados volvieron a entrevistarse con las autoridades locales para imponerles una enérgica sanción.

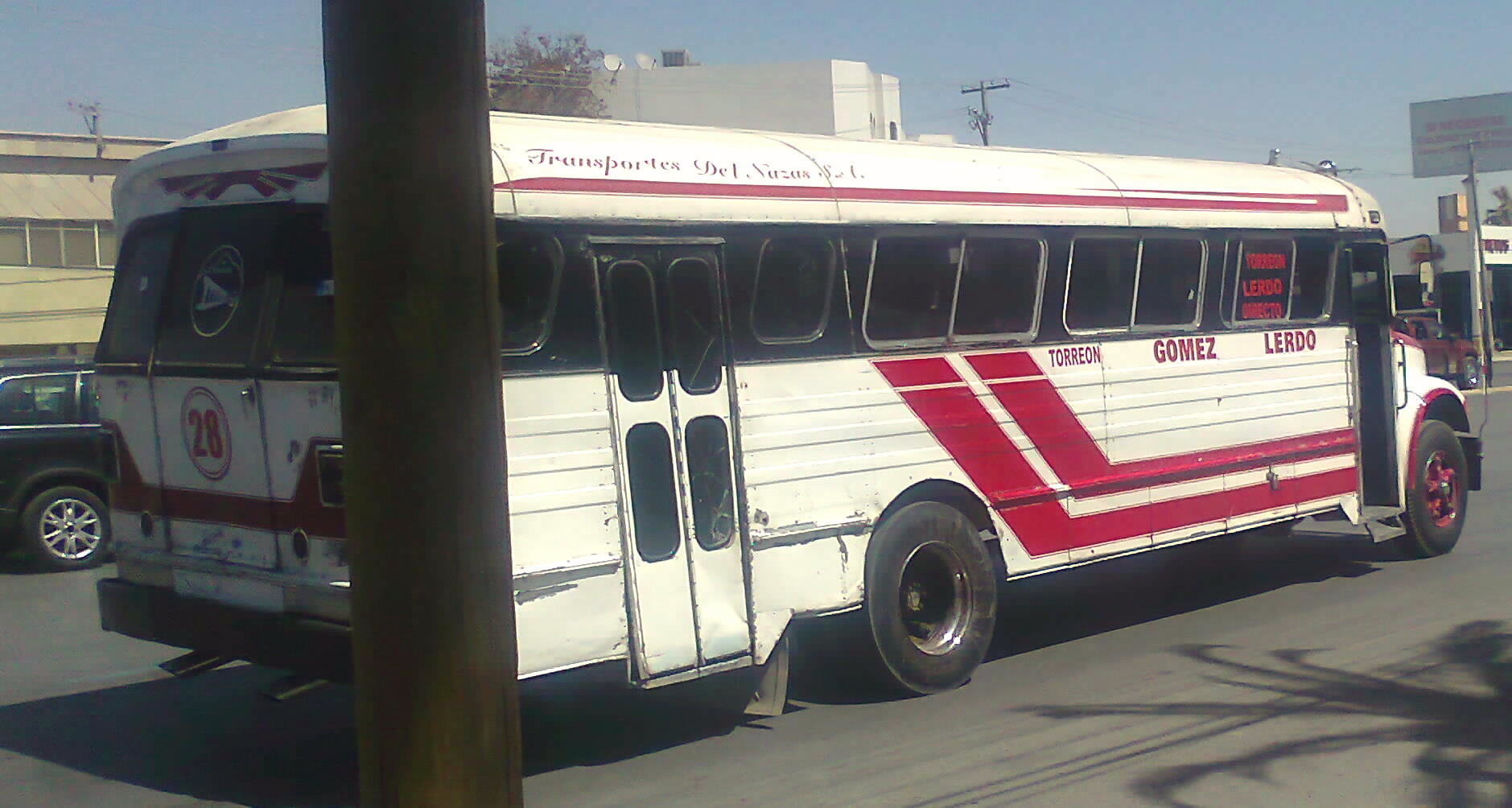
Una de las unidades más antiguas de la empresa, febrero de 2011.

En marzo de 2009 la empresa estaba amenazada de irse a la quiebra por pleitos internos por la disputa de rutas, además está aunado al aumento de los carburantes, aceites, combustibles y porque existía ambición desmedida por los trazos que se cubren con el servicio del transporte, requería urgentemente de renovación, pues sus modelos eran muy viejos y en pésimas condiciones mecánicas y con un trato prepotente, a quien pretende pagar la mitad del pasaje, es decir, discapacitados y personas de la tercera edad.
Dos meses más tarde tomó represalias contra concesionarios, a unas horas del señalamiento del fraude cometido en contra de los hermanos Rubén, Ricardo y Jaime Rodríguez Morales, por parte de Víctor Sánchez Pulido, tras no regresar 300 mil pesos que ha cobrado por un permiso jamás entregado, ahora los afectados que recibieron por parte de la línea bajo el manipuleo de Amado Mireles, ha retirado dos de sus unidades de las calles.
Más tarde, la gente empezó a quejarse de los camiones chatarra que brinda la línea. De la misma forma consideró que deberían modernizarse, y la misma queja dice que los choferes son poco respetuosos con las mujeres, y la mayoría de ellos manifiestan su falta de educación por las groserías que dicen durante los recorridos.

## Accidentes
El 15 de noviembre de 2008 a las 11:25 horas, en Ciudad Lerdo, ocurrió un accidente frente al Instituto Tecnológico Superior de Lerdo, cuando una persona de 19 años se bajó del centro de sus estudios, el mismo lo trasladaron al IMSS 51, para su atención médica, pues se pegó en la cabeza, y los testigos le dijeron que el camión "le pasó por encima", la unidad era marca Dina, modelo 1995 de la ruta Gómez-Lerdo, número económico 65.

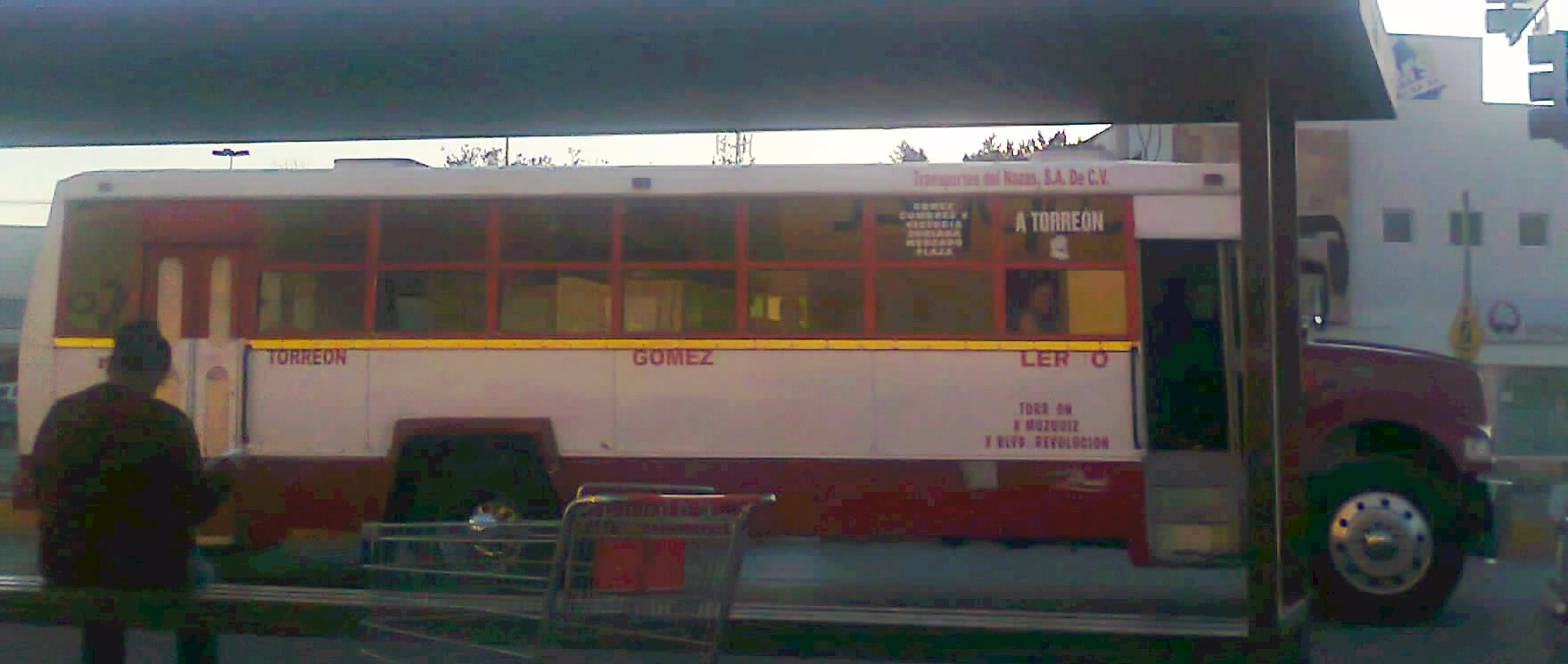
Precisamente, fue el camión que terminó volcado el 20 de febrero de 2011.

El 20 de febrero de 2011 a las 10:15 horas, una de las unidades terminó volcada al intentar ganarle al tren, era un autobús International modelo 1996, color blanco que circulaba por el Boulevard Miguel Alemán en Gómez Palacio.